# Colorant de Reichardt

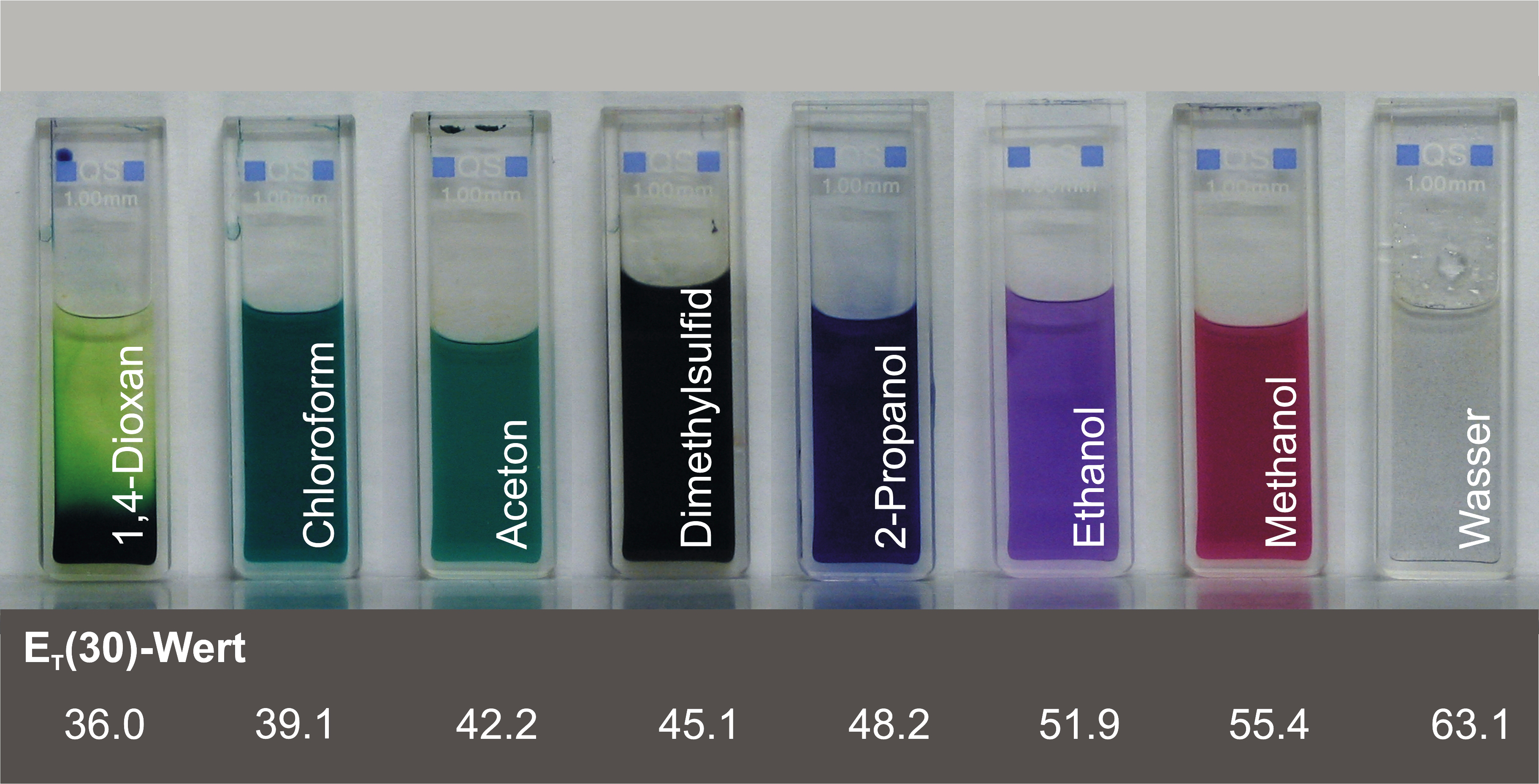
Colorant de Reichardt résout dans huit solvants.

Le colorant de Reichardt (Bétaïne 30) est un colorant organique appartenant à la classe des bétaïnes azomérocyanine. Ce colorant est remarquable pour ses propriétés solvatochromiques, c'est-à-dire qu'il change de couleur en fonction du solvant dans lequel il est dissous. Il est l'une des substances dont les propriétés solvatochromiques sont les plus importantes déjà observées, avec des couleurs variant sur l'ensemble du spectre visible. Par conséquent, cela donne une très bonne démonstration de cette propriété.
Ce produit chimique est nommé d'après Christian Reichardt, qui l'a mis au point alors qu'il travaillait comme étudiant pour un doctorat dans le laboratoire de Karl Dimroth. Il est donc parfois appelé aussi colorant de Dimroth–Reichardt.